# Fort Ingall
 (septembre 2010).
Si vous disposez d'ouvrages ou d'articles de référence ou si vous connaissez des sites web de qualité traitant du thème abordé ici, merci de compléter l'article en donnant les références utiles à sa vérifiabilité et en les liant à la section « Notes et références ».
Le fort Ingall est une fortification de campagne érigée à Cabano (Québec, Canada) vers 1839 dans le cadre de la guerre d'Aroostook opposant l'Amérique du Nord britannique aux États-Unis. Il a été reconnu site historique et archéologique en 1975.

## Historique
En 1839, la région que l'on appelait à l'époque le Grand Madawaska était le berceau d'un conflit entre le Canada et les États-Unis. Lors du traité de Versailles, qui devait officialiser l'indépendance des États-Unis, les frontières avaient mal été définies dans la région du Bas-Canada. Bûcherons canadiens et américains se disputèrent alors pour obtenir le droit de la coupe du bois dans la région. De plus, la présence d'une route primordiale à l'époque, le sentier du Grand Portage, donnait au territoire une importance capitale pour les Britanniques. Dans les années 1830, un agent des douanes américain du nom de Rufus McIntyre décida de percevoir des taxes auprès des habitants de la région. Les habitants payant déjà des taxes à l'Angleterre et ne voulant pas payer leurs taxes en double décidèrent d'emprisonner l'agent des douanes dans une prison de Fredericton.
L'État du Maine prit alors ce geste comme une déclaration de guerre et mobilisa 10 000 miliciens contre les Britanniques. La guerre de l'Arostook était déclarée. L'armée britannique décida alors de construire des fortifications temporaires tout au long du portage et d'y envoyer des troupes. Quatre fort furent construits par les Britanniques, le fort Grand-Sault, le fort Petit Sault, le fort Dégelé et le fort Ingall, ainsi nommé en l'honneur du lieutenant Frederick Lenox Ingall, l'officier chargé de la construction du fort. Trois ans plus tard, soit en 1842, le traité Webster-Ahburton mit fin à la guerre non sanglante sans qu'il n'y ait eu le moindre combat entre les deux parties. Il fut décidé de séparer le territoire en deux, en laissant le nord au Canada et le sud aux États-Unis, ce qui permettait aux Anglais de conserver la route du Portage. Le fort fut laissé aux mains du sergent Purcell qui y habita avec sa famille avant de le laisser complètement à l'abandon.
À la suite de l’affaire du Trent, l’Armée britannique mobilise ses forces à proximité entre ses colonies d’Amérique du Nord britannique et les États-Unis. En décembre 1861 Le fort Ingal est utilisé comme lieux de transit pour troupes britanniques entre les Maritimes et le Québec. Un détachement du 17th of foot est d’ailleurs laissé en permanence, pour défendre les lieux en cas d’attaque venant des forts américains Fairchild et Houlton.
À la suite de la dissipation des tensions entre les deux partis, le fort est de nouveau délaissé par l’armée début de l’année 1862.
Selon la tradition orale, le fort aurait été démantelé par les premiers habitants de Cabano, ne laissant aucune trace.
Lors de l'arrivée du chemin de fer, la gare de Cabanoétait nommée gare de Fort Ingalls).
Dans les années 1960, des fouilles archéologiques ont permis de retrouver l'emplacement du fort Ingall ainsi que les vestiges de tous les bâtiments. Le fort Ingall a été par la suite reconstruit en 1972. Le fort a été reconnu site historique et archéologique le 20 août 1975 par le gouvernement du Québec.

## Le fort
Le fort Ingall était un « Fieldwork » ou fortification de campagne. Il comprenait 13 bâtiments soit trois dortoirs, une cuisine, un corps de garde (blockhouse), une intendance (ou commissariat), une poudrière, un quartier d'officier (ou dortoir des officiers du commissariat), une boulangerie, une cabane à canots et trois latrines. Les bâtiments étaient construits en pièces sur pièces de cèdre et de pin, isolées à l'étoupe et au mortier de chaux. Les toits étaient recouverts de bardeaux de cèdre (thuya) peints en rouge, sauf la poudrière qui était recouverte de tôles de métal. Les murs du dortoir des officiers et du quartier des officiers étaient recouverts de planches de pins blanchies à la chaux. Le fort était ceinturé d'une palissade en bois rond assemblée selon la méthode des poteaux maîtres et des dormants, d'une hauteur de 12 pieds (4 m) et percée de nombreuses meurtrières. Le système de défense était complété par deux caronades de 24 livres.
Aujourd'hui, le quartier des officiers, la boulangerie, la cabane à canots et des latrines n'ont pas été reconstruits.
Le dortoir sud
Le dortoir sud comporte deux pièces principales au rez-de-chaussée et une grande pièce au grenier. Le bâtiment servait à l'époque à loger 100 soldats. Chaque pièce du rez-de-chaussée est chauffée par un foyer se reliant tous deux sur une cheminée centrale. Deux portes extérieures permettent l'accès aux deux pièces alors que l'accès au grenier est donné par un escalier se trouvant dans la salle Est. De nos jours, la salle Est abrite une exposition permanente expliquant la guerre de frontières, tandis que la salle Ouest est meublée comme un dortoir de l'époque.
Le dortoir nord
Le dortoir nord a les mêmes dimensions et fonction que le dortoir sud. Il permettait de loger 100 soldats. Aujourd'hui, le bâtiment sert de salle de réception.
Le dortoir des officiers
Le dortoir des officiers servait à accommoder jusqu'à huit officiers. Constitué de quatre chambres et de quatre bureaux au rez-de-chaussée et d'un grand grenier où les officiers pouvaient entreposer leurs biens personnels, le bâtiment n'a jamais vraiment accommodé huit officiers. L'accès au grenier se fait par un seul escalier situé dans le bureau nord-ouest du bâtiment. Aujourd'hui, le bâtiment sert de bureau à la Société d'Histoire et d'Archéologie du Témiscouata et de locaux pour la garnison du lac Témiscouata.
La cuisine
La cuisine servait d'endroit pour préparer la nourriture aux soldats, qui mangeaient dans les dortoirs. Le bâtiment était muni d'un four.
Les latrines d'officiers
Les officiers disposaient d'un petit bâtiment à l'intérieur duquel se trouvaient deux toilettes.
Les latrines des soldats
Les soldats devaient utiliser un autre petit bâtiment contenant 7 toilettes, deux étaient réservées pour les femmes et cinq pour les hommes. Les toilettes des femmes étaient séparées par un mur et l'accès se faisait par une deuxième porte extérieure.
Les latrines des officiers du commissariat
Les Commissaires avait des latrines réservées à eux seuls.
L'intendance
C'est l'endroit où on stockait la nourriture, les uniformes et les armes supplémentaires ainsi que tout l'équipement et les outils. Le bâtiment sert aujourd'hui à l'exposition permanente.
Le quartier des officiers
C'est l'endroit où les officiers allaient manger et discuter ensemble. C'est aussi l'endroit où les officiers du Commissariat dormaient. Ce bâtiment n'est plus présent aujourd'hui sur le site du Fort Ingall.
La boulangerie
Le pain, fabriqué en énorme quantité, était fait à la boulangerie par les soldats, mais aussi par leurs femmes et enfants. Ce bâtiment n'est plus présent aujourd'hui sur le site du Fort Ingall, mais son emplacement est occupé par un belvédère.
La cabane à canots
Une cabane à canots avait été construite tout près du lac pour ranger les canots et veiller à leur réparation. Ce bâtiment n'est plus présent aujourd'hui sur le site du fort Ingall et l'emplacement de ce bâtiment est aujourd'hui complètement enfoui sous l'eau.
Le corps de garde
Ce bâtiment servait aussi de bien vigie que de prison et d'entrepôt. Le bâtiment, d'une hauteur de deux étages, a les caractéristiques typiques d'un 'blockhaus'. L'étage du haut, plus large que celui du bas, est doté de nombreuses fenêtres meurtrières et de mâchicoulis.
La palissade
Deuxième système de défense, la palissade ceinture les bâtiments du Fort. Elle est munie de trois bastions et deux demi-bastions permettant de couvrir les angles morts. Le premier système de défense ne consistait qu'en une tranchée au fond de laquelle étaient placés des pieux.
Les puits
Trois puits permettaient aux soldats de s'approvisionner en eau. Un seul de ces puits est toujours visible sur le site du fort Ingall.
Le four à chaux
Ce four antérieur à la construction du fort Ingall servait à fabriquer la chaux afin de blanchir les bâtiments, nettoyer les latrines et fabriquer le mortier. Le four est toujours présent sur le site du fort Ingall, mais celui-ci s'est effondré et est en très mauvais état.
L'auberge Labelle
L'auberge Labelle était une auberge civile et datant d'avant la construction du fort Ingall. Elle servait vraisemblablement de cantine régimentaire ainsi que de relais pour les voyageurs. L'auberge était située près du fort, sur la rive du lac Témiscouata.

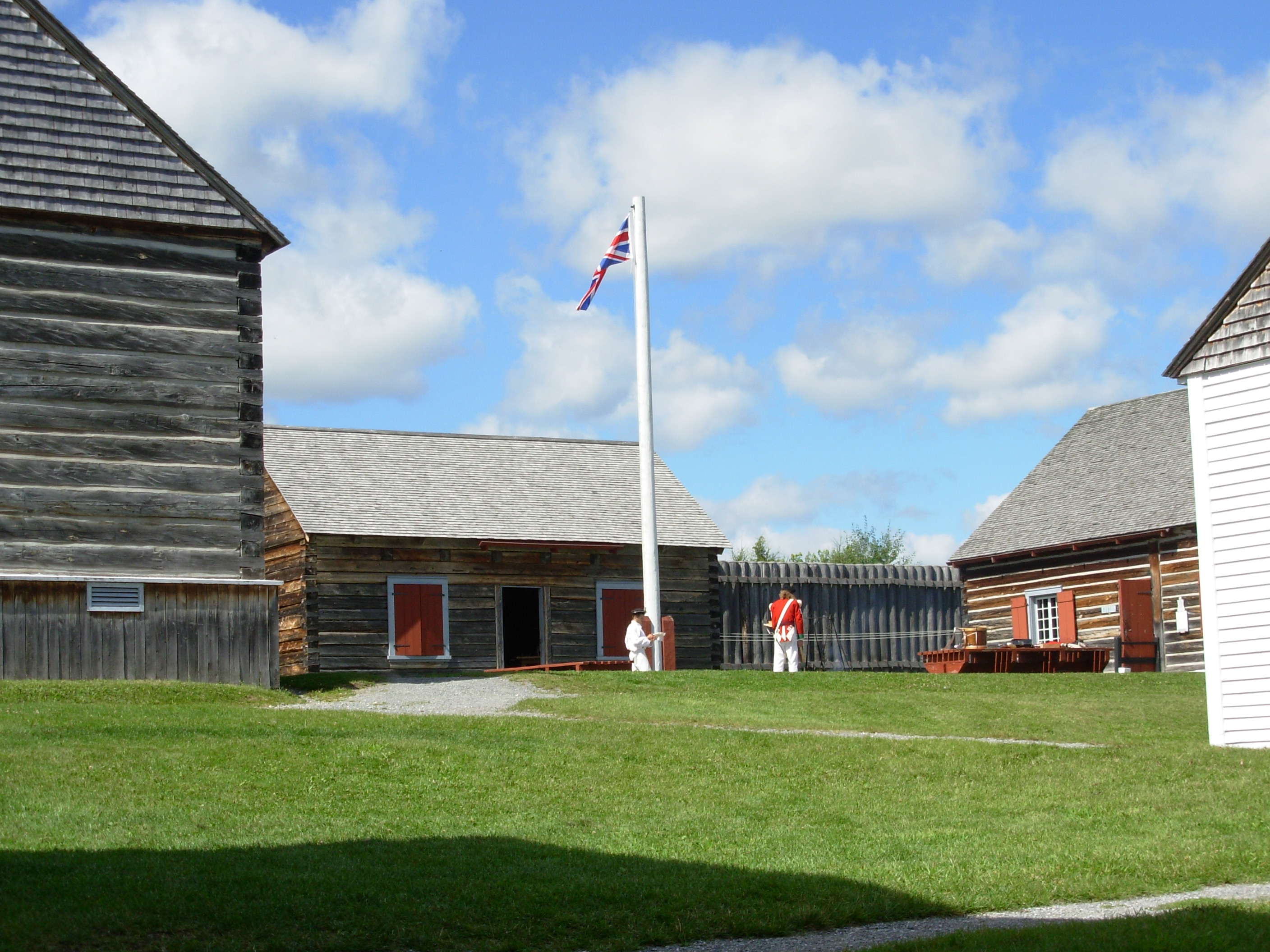
Bâtiments

## Garnison
En juillet 1839 débarquent au fort Ingall un officier (Adj. Landry), deux sergents (Sgt. Sims, Sgt. Welsh, C.O.) et douze soldats du 24th Regiment of Foot de l'armée britannique. Ils y resteront jusqu'en février 1840 pour être remplacés par le 11th of Foot.
5 officiers, 3 sergents, 1 tambour et 97 soldats du 11th arriveront en novembre 1839 au fort Ingall, mais en décembre, les troupes sont renforcées à 8 officiers, 6 sergents, 1 tambour et 169 soldats.
Les troupes du 11th of Foot quittent la région en juin 1840 pour être remplacées par le 56th of Foot.
4 officiers, 5 sergents, 1 tambour et 115 soldats sont déployés en mai 1840 au fort Ingall.
En décembre 1840, on compte 10 officiers, 11 sergents, 2 tambours et 245 soldats dans la région du Madawaska, sans savoir si cela inclut ou non les postes de Dégelis et Petit-Sault.
En octobre 1841, le 56th se retire, hormis 1 lieutenant (Lt. Norton) et 3 soldats qui resteront jusqu'en décembre.
Les dernières troupes à être déployées sont finalement celles du 68th of Foot qui arriveront en août 1841 avec 6 officiers, 5 sergents, 1 tambour et 168 soldats à fort Ingall.
En août 1842, 4 officiers, 5 sergents, 1 tambour et 148 soldats du 68th sont au fort Ingall.
Les troupes se retirent en presque totalité en novembre 1842 et en totalité en juin 1843.
On note la présence de 1 sergent et 5-6 artilleurs du Royal Artillery de juillet 1841 à août 1843 et 1-2 ingénieurs royaux dans la région de décembre 1839 à novembre 1842.

## 24th Regiment of Foot
Le Régiment est formé le 8 mars 1689 sous le nom de Colonel Sir Edward Dering's Regiment of Foot et participera aux guerres de Marlborough. Il sera connu sous le nom de 24th Regiment of Foot à partir de 1751, où il participera à la guerre d'indépendance des États-Unis. Le Régiment est présent au Canada d'avril 1776 à juillet 1781. Le Régiment sera ensuite nommé 24th, 2d Warwickshire, Regiment of Foot en 1782 où il participera aux guerres napoléoniennes, aux guerres en Indes et à la guerre des Zulus. Le Régiment arrive au Canada en avril 1789 et repart en septembre 1800 pour revenir le 9 octobre 1829 et séjournera au fort Lennox de mai 1833 à mai 1835. Le régiment participe à la répression de la rébellion des Patriotes en 1837 et à la guerre de l'Aroostook en 1839, après quoi il quitte le Canada en mai 1840. À partir de 1881, le Régiment est appelé The South Wales Borderers et participe à la seconde guerre des Boers et à la Première puis à la Seconde Guerres mondiales. En 1969, The South Wales Borderers est amalgamé avec The Welch Regiment (qui est lui-même un amalgame du 41st Regiment of Foot et du 69th Regiment of Foot) pour former The Royal Regiment of Wales. En 2006, The Royal Welch Fusiliers joint The Royal Regiment of Wales pour former The Royal Welsh.
Honneurs de batailles
Les honneurs de batailles avant 1840 sont : Blenheim, Ramillies, Oudenarde, Malplaquet (guerre de succession espagnole). Égypte (guerres napoléoniennes). Cap de Bonne-Espérance (guerres napoléoniennes). Talavera, Busaco, Fuentes d'Onor, Salamanca, Vittoria, Pyrénées, Nivelle, Orthes, Peninsula (guerres napoléoniennes).
Le 24e Régiment d'infanterie arrive au Canada en 1829 où il restera jusqu'en 1841 pour rejoindre l'Angleterre. Le régiment participera à la bataille de Saint-Charles en 1837 et à la guerre de l'Aroostook. Il est d'ailleurs le premier régiment à débarquer au fort Ingall. Ils ne sont, en juillet 1839, que 13 hommes au fort Ingall. Le 24e Régiment d'infanterie est le régiment qui est personnifié actuellement au fort Ingall par la garnison du lac Témiscouata, un groupe de reconstituteurs nouvellement formé.

## Uniforme et équipement
L'uniforme présenté est celui du 24th Regiment of foot de 1839.

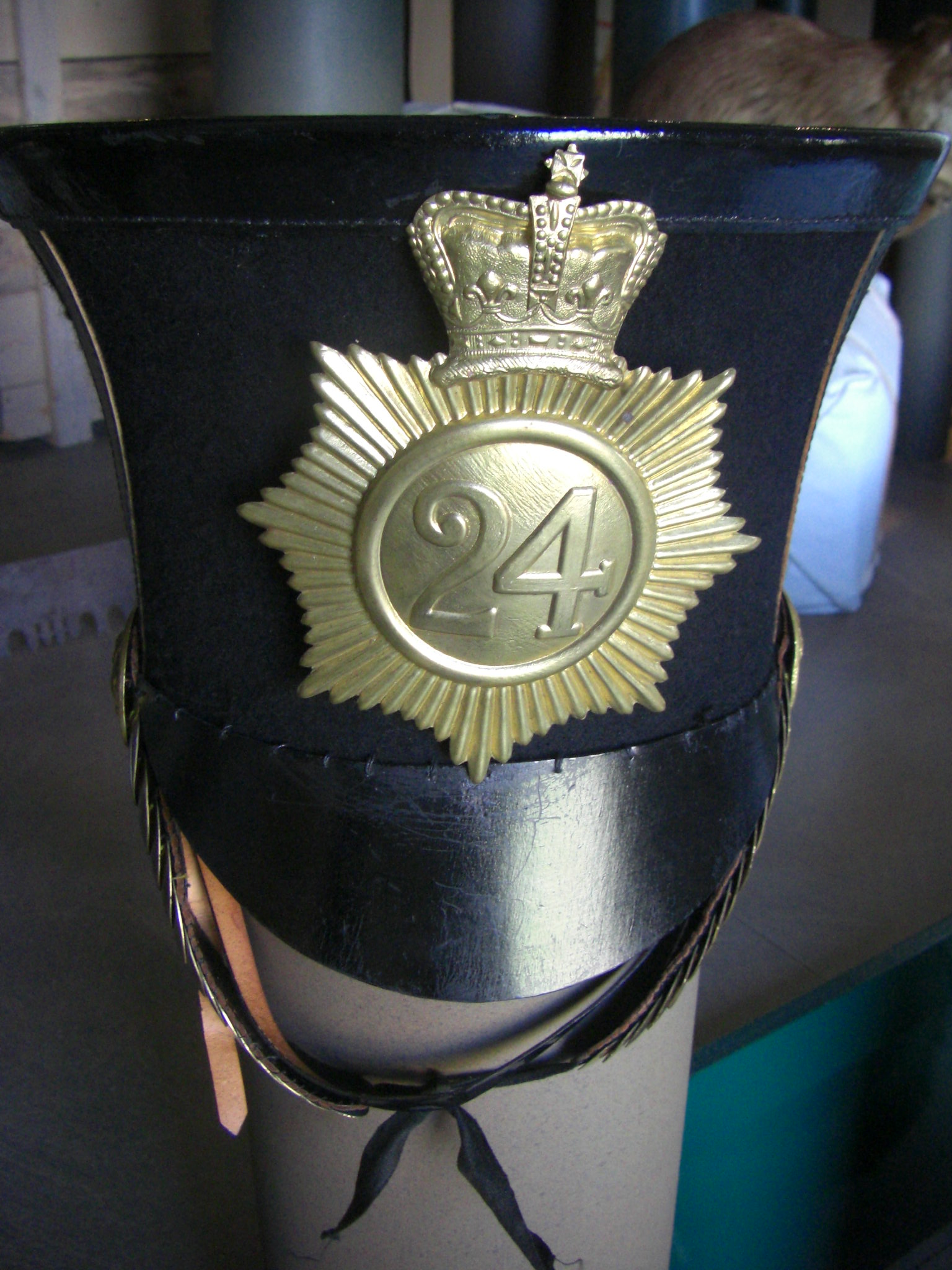
Shako
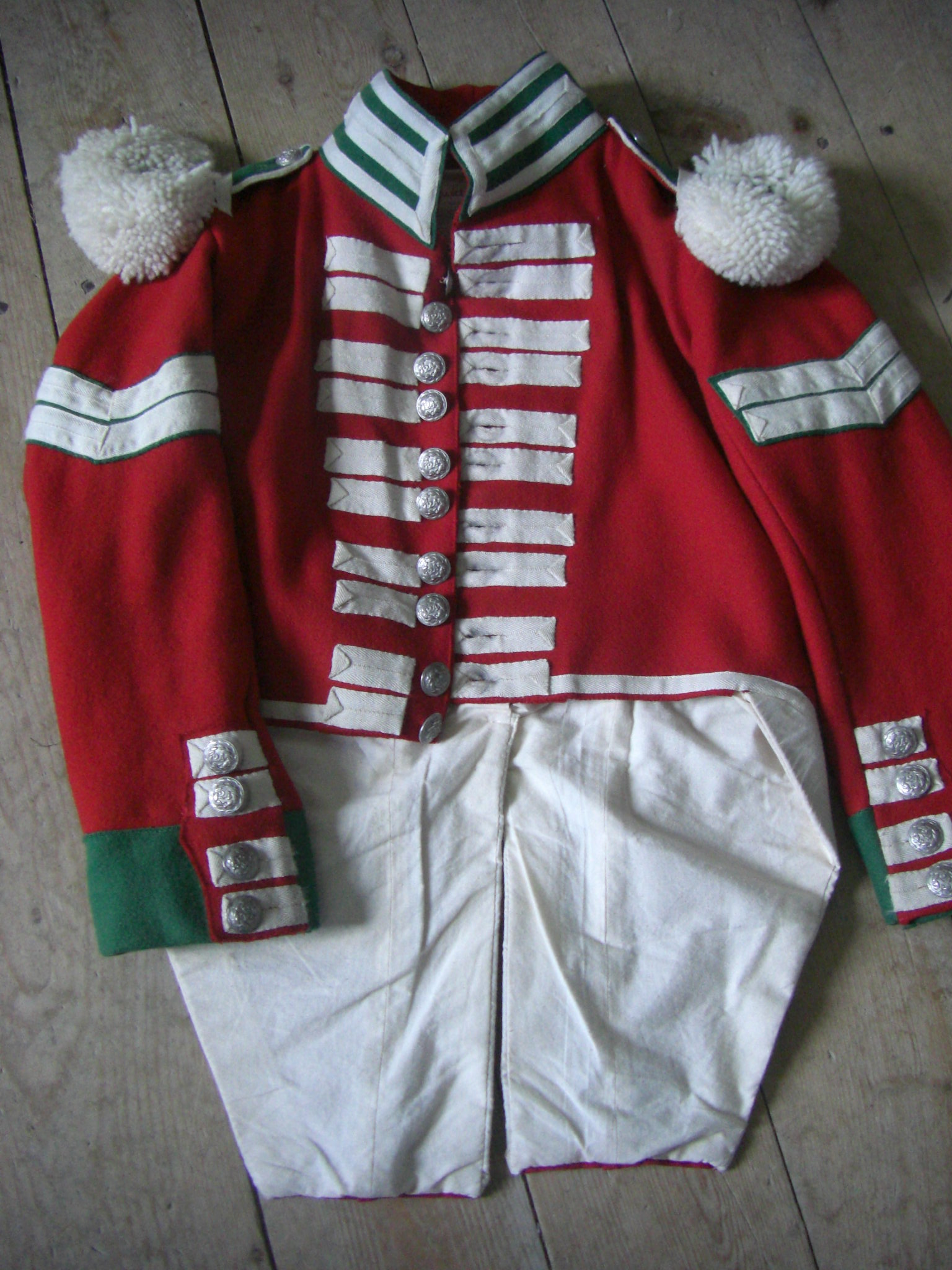
Uniforme
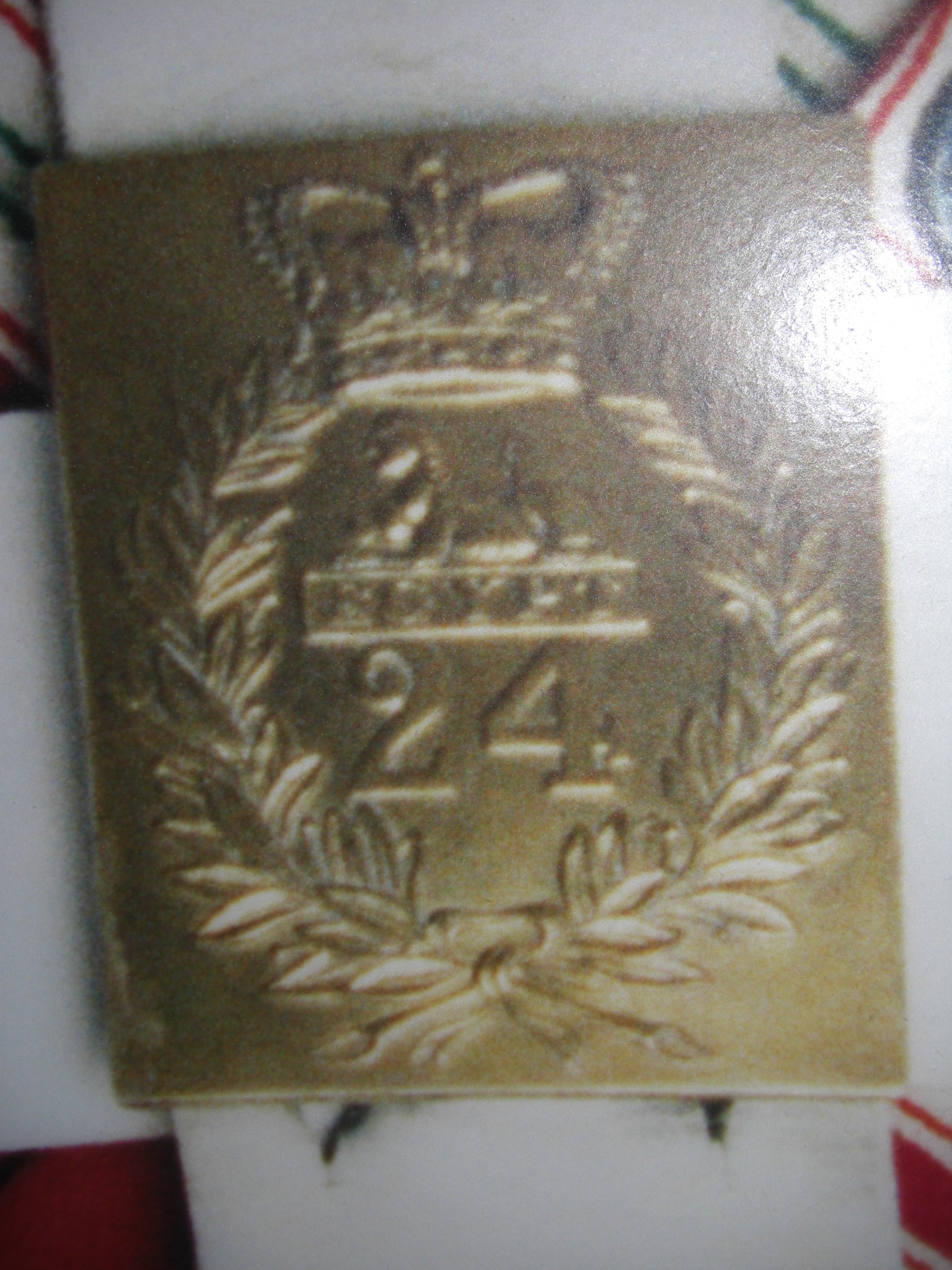
Plaque de torse
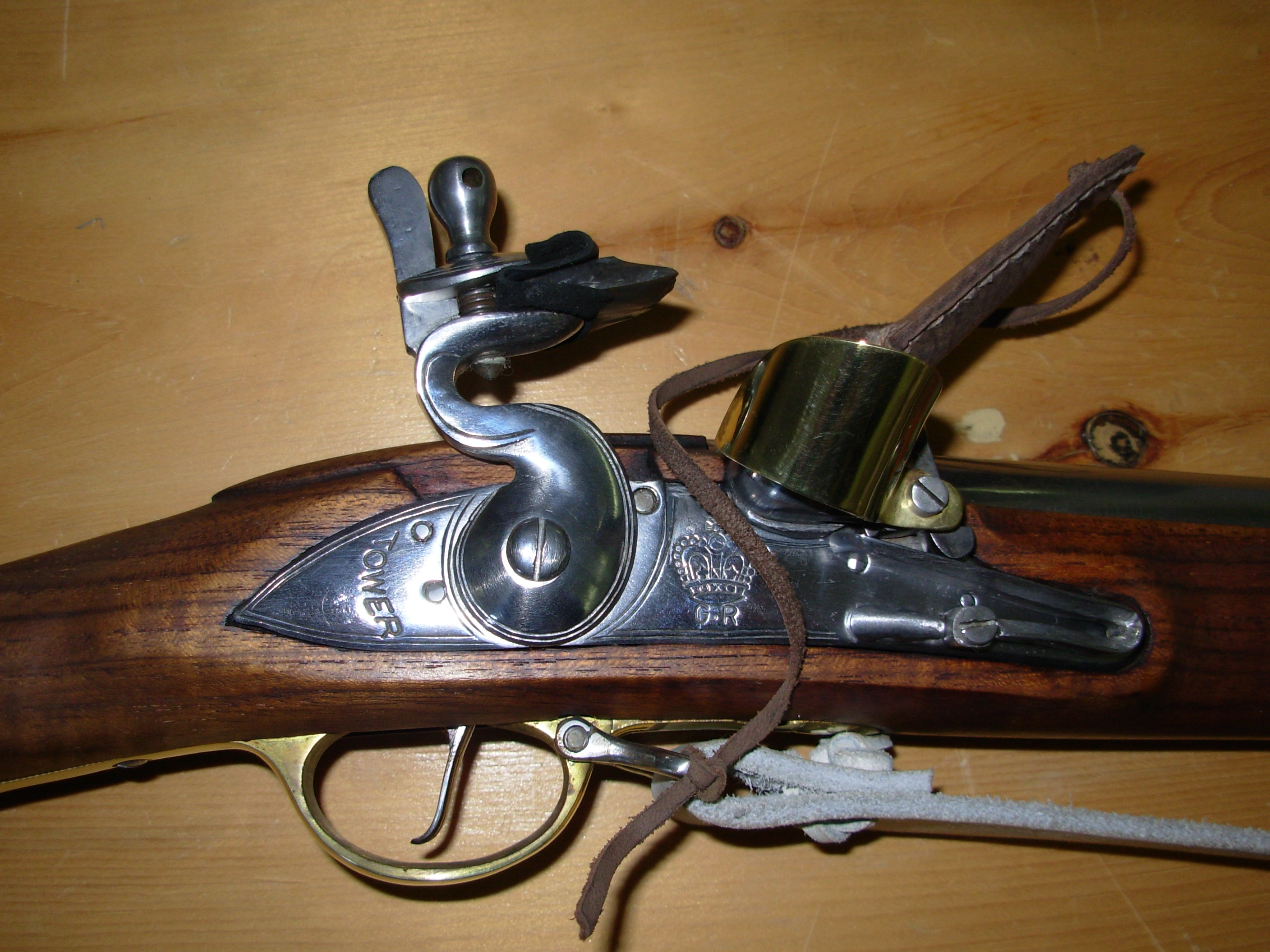
Fusil à silex